# Issikiella
Issikiella is een geslacht van schorpioenvliegachtigen (Mecoptera) uit de familie hangvliegen (Bittacidae).

## Soorten
Issikiella omvat de volgende soorten:
- Issikiella amazonica Byers & Florez, 1995
- Issikiella araguaiensis Penny & Arias, 1983
- Issikiella boliviensis Williner, 1985
- Issikiella byersi Penny & Arias, 1983
- Issikiella pulchra Byers, 1972